# 1024 Hale
1024 Hale är en asteroid i huvudbältet som upptäcktes den 2 december 1923 av den belgisk-amerikanske astronomen George Van Biesbroeck. Dess preliminära beteckning var 1923 YO13. Asteroiden namngavs senare efter den amerikanske astronomen och fysikern George Ellery Hale.
Hales senaste periheliepassage skedde den 26 september 2020. Dess rotationstid har beräknats till 16,0 timmar.